# Ziva Rodann
Ziva Rodann (nata Ziva Blechman; Haifa, 2 marzo 1933) è un'attrice e mimo israeliana naturalizzata statunitense.

## Biografia
Nata in Israele, si trasferì da adolescente a Saint Louis, nel Missouri, dove frequentò le scuole superiori. Dopo il diploma, tornò in Israele per studiare all'Università per laurearsi in arte, storia e lingue, dopodiché frequentò l'Habima Theatre dove studiò recitazione. Dopo alcune esperienze teatrali e cinematografiche in Israele, ritornò in America, a New York, e, oltre all'attrice, ha anche fatto il mimo; tra i film da lei interpretati, vi è il western Il giorno della vendetta (1959). Continuò la carriera fino al 1969, anno in cui scelse di ritirarsi e tornare in Israele.
Dopo un primo matrimonio con Mr. Zapick (vice direttore al Ministero della Difesa israeliana a Parigi), si risposò nel 1964 con Reid Kimball ma il loro matrimonio fu annullato poco tempo dopo. Nel 1967 sposò lo scrittore James Rufus Creech III, da cui divorziò nel 1975. Due anni dopo sposò Fred Sandler Mednikoff, con cui rimase fino alla morte di lui, avvenuta nel 2002.

## Filmografia parziale

### Cinema
- Quaranta pistole (Forty Guns), regia di Samuel Fuller (1957)
- L'adolescente bambola (Teenage Doll), regia di Roger Corman (1957)
- Il giorno della vendetta (Last Train from Gun Hill), regia di John Sturges (1959)
- Corruzione nella città (The Big Operator), regia di Charles F. Haas (1959)
- La storia di Ruth (The Story of Ruth), regia di Henry Koster (1960)
- I giganti della Tessaglia (Gli Argonauti), regia di Riccardo Freda (1960)
- Gli ammutinati di Samar (Samar), regia di George Montgomery (1962)

### Televisione
- Mr. Lucky – serie TV, episodio 1x01 (1959)
- Not for Hire – serie TV, episodio 1x06 (1959)
- Have Gun - Will Travel – serie TV, episodio 3x29 (1960)
- Bonanza – serie TV, episodio 2x20 (1961)
- The Dick Powell Show – serie TV, episodio 1x06 (1961)
- Hawaiian Eye – serie TV, episodio 3x19 (1962)
- La legge di Burke (Burke's Law) – serie TV, episodio 3x13 (1965)
- Gli uomini della prateria (Rawhide) – serie TV, episodio 7x14 (1965)